# Trichogramma pelovi
Trichogramma pelovi är en stekelart som beskrevs av Kostadinov 1986. Trichogramma pelovi ingår i släktet Trichogramma och familjen hårstrimsteklar.
Artens utbredningsområde är Bulgarien. Inga underarter finns listade i Catalogue of Life.